# Saint-Léons
Saint-Léons é uma comuna francesa na região administrativa de Occitânia, no departamento de Aveyron. Estende-se por uma área de 32,89 km². Em 2010 a comuna tinha 420 habitantes (densidade: 12,8 hab./km²).

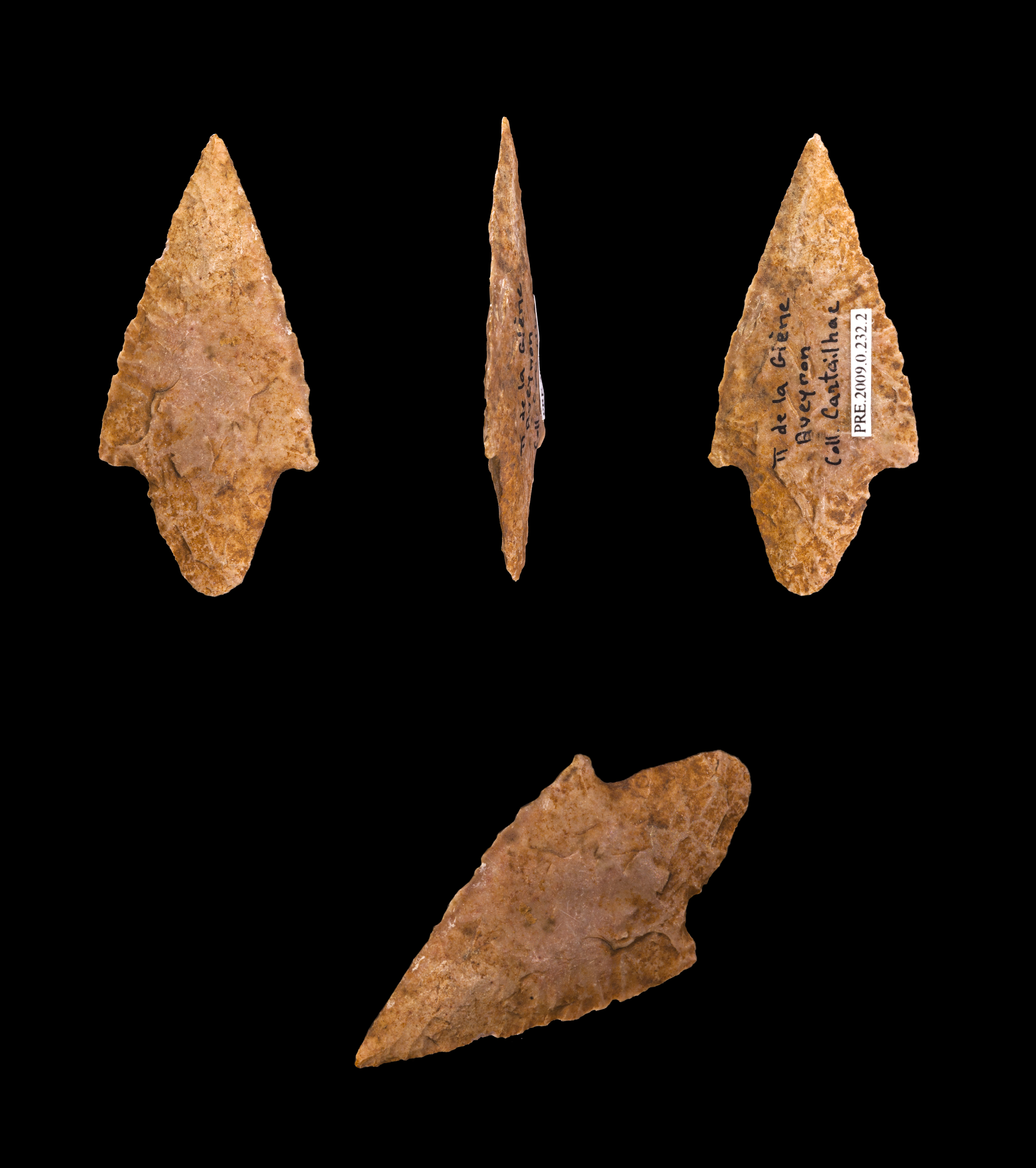
Pointe de flèche du néolithique  –  Muséum de Toulouse
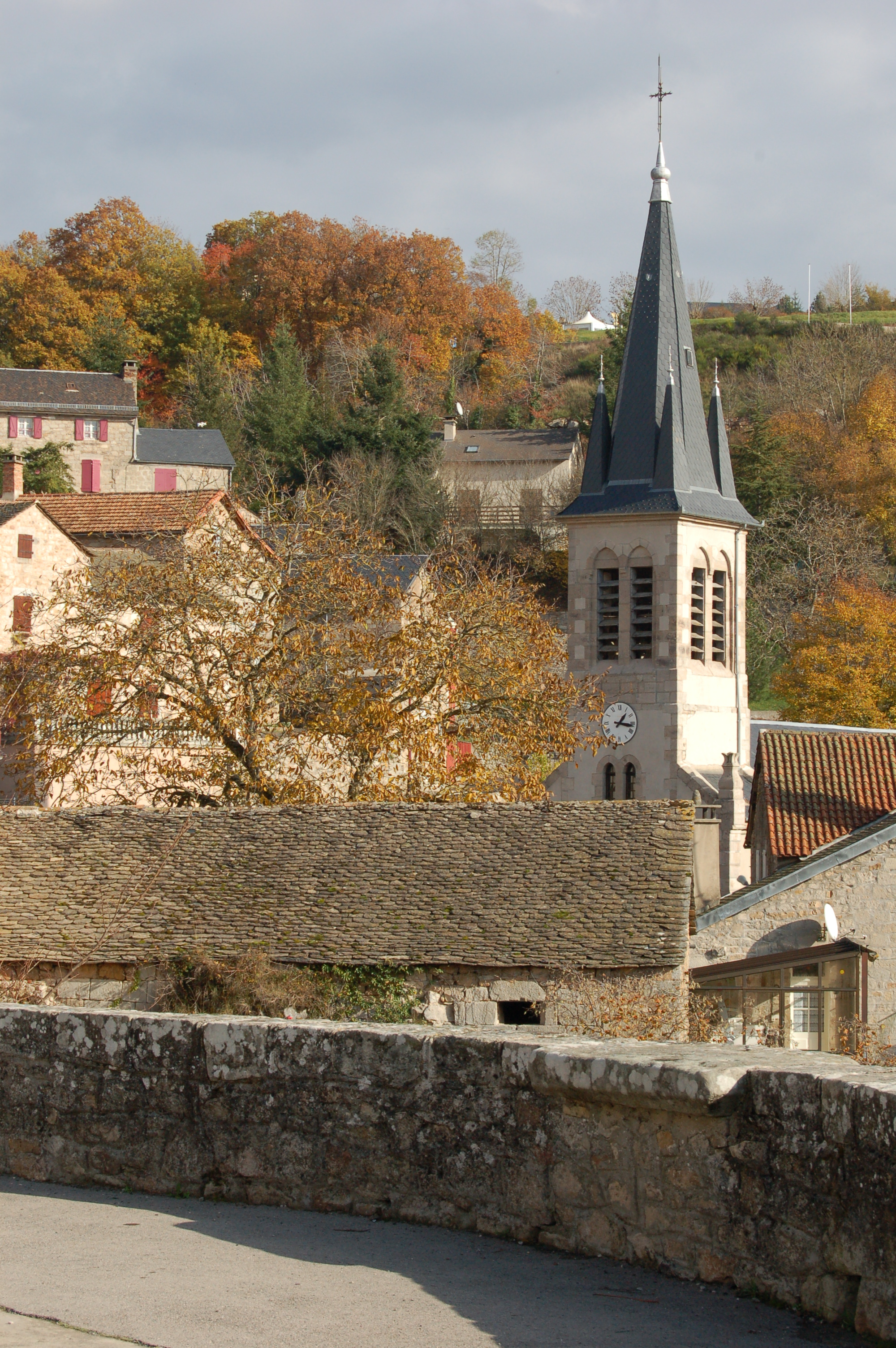
Église de Saint-Léons
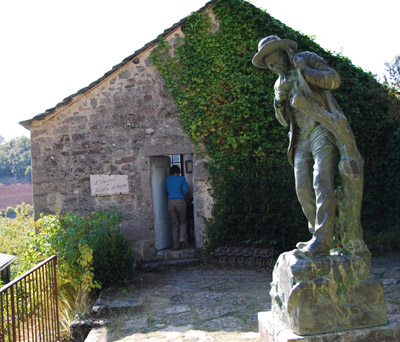
Maison natale d’Henri Fabre
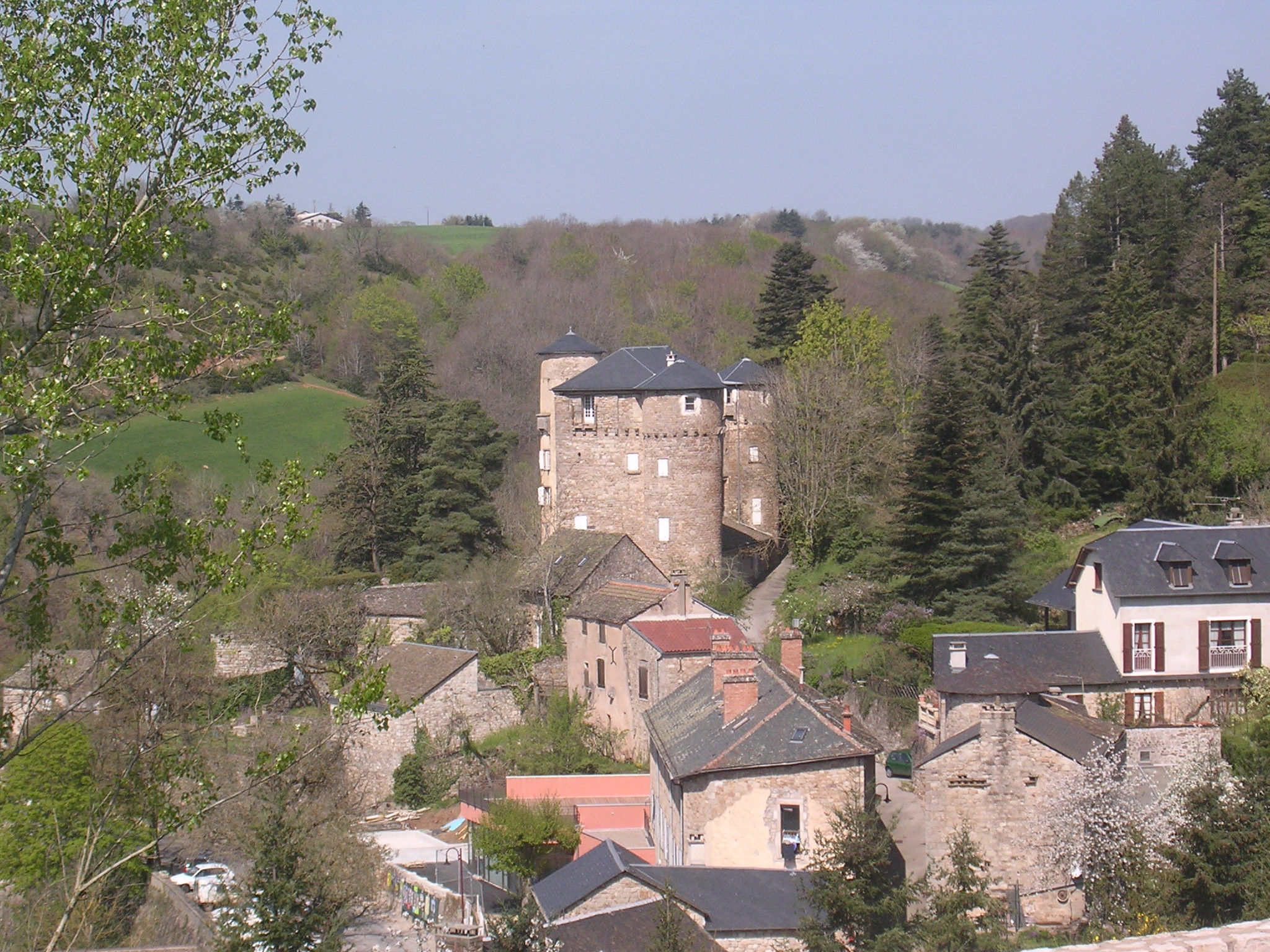
Vue de Saint Léons